# 1997 UF25
1997 UF25, também escrito como 1997 UF25, é um objeto transnetuniano (TNO) que está localizado no cinturão de Kuiper, uma região do Sistema Solar. Este corpo celeste é classificado como um cubewano. Ele possui uma magnitude absoluta (H) de 9 e, tem um diâmetro estimado com cerca de 70 km.

## Descoberta
1997 UF25 foi descoberto no dia 26 de outubro de 1997 pelos astrônomos E. Fletcher, M. Irwin e A. Fitzsimmons.

## Órbita
A órbita de 1997 UF25 tem uma excentricidade de 0.000 e possui um semieixo maior de 44.891 UA. O seu periélio leva o mesmo a uma distância de 44.891 UA em relação ao Sol e seu afélio a 44.891.